# Corcelles-en-Beaujolais

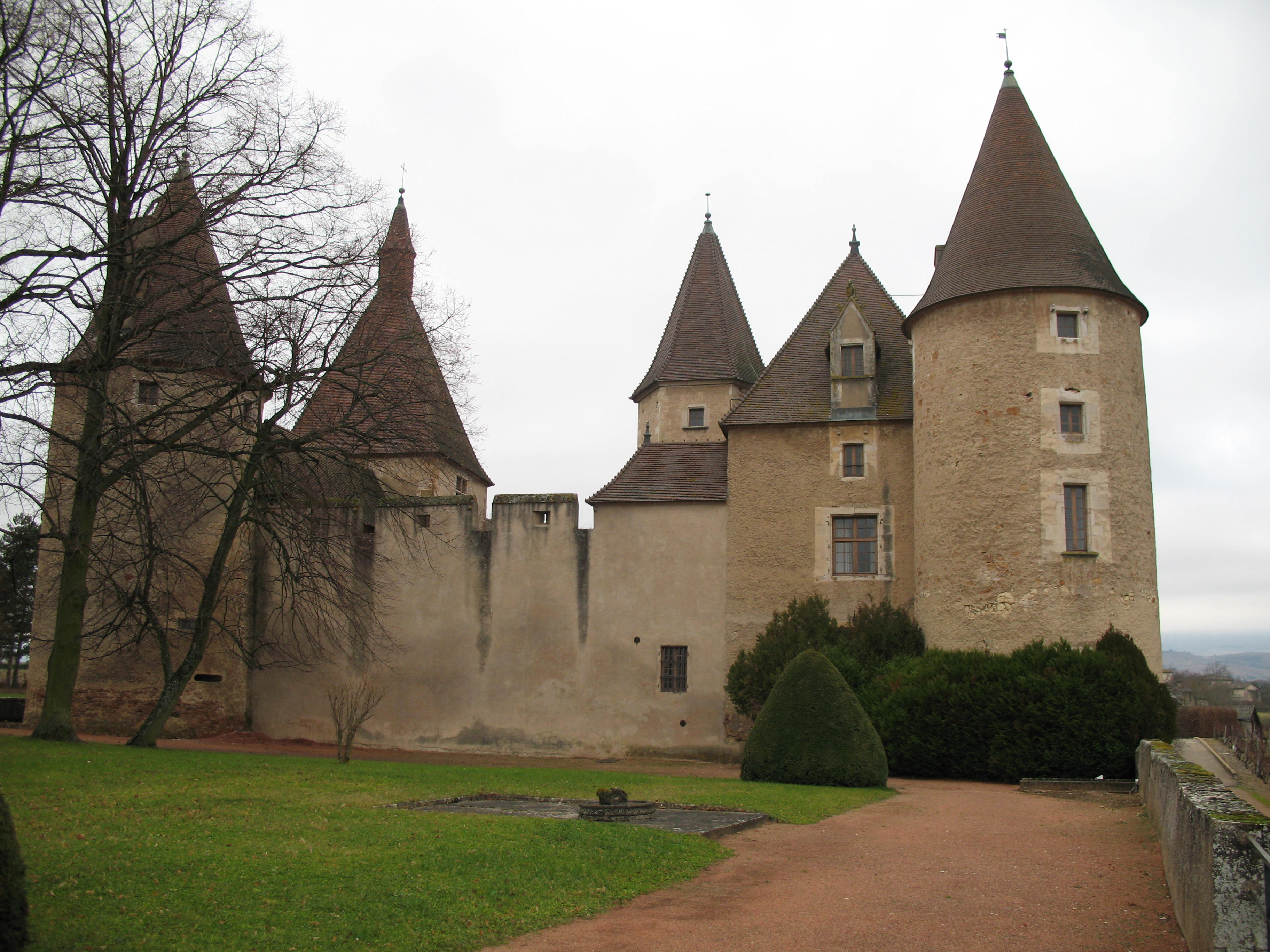
Zamek w Corcelles-en-Beaujolais, 2008

Corcelles-en-Beaujolais – miejscowość i gmina we Francji, w regionie Owernia-Rodan-Alpy, w departamencie Rodan.
Według danych na rok 1990 gminę zamieszkiwały 633 osoby, a gęstość zaludnienia wynosiła 68 osób/km² (wśród 2880 gmin regionu Rodan-Alpy Corcelles-en-Beaujolais plasuje się na 1036. miejscu pod względem liczby ludności, natomiast pod względem powierzchni na miejscu 1175.).